# Silene miqueliana
Silene miqueliana är en nejlikväxtart som först beskrevs av Paul Rohrbach och som fick sitt nu gällande namn av Hiroyoshi Ohashi och H. Nakai. 
Silene miqueliana ingår i släktet glimmar och familjen nejlikväxter.

## Underarter
Arten delas in i följande underarter:
- S. m. argyrata
- S. m. plena